# Cantonul Castelnaudary-Sud
Cantonul Castelnaudary-Sud este un canton din arondismentul Carcassonne, departamentul Aude, regiunea Languedoc-Roussillon, Franța.

## Comune
- Castelnaudary (parțial, reședință)
- Fendeille
- Labastide-d'Anjou
- Lasbordes
- Laurabuc
- Mas-Saintes-Puelles
- Mireval-Lauragais
- Montferrand
- Pexiora
- Ricaud
- Saint-Martin-Lalande
- Villeneuve-la-Comptal
- Villepinte